# Svigermoderen
Svigermoderen er en dansk stumfilm produceret af Nordisk Films Kompagni i 1909. Filmens instruktør er ukendt. 